# Ein Lied für Harrogate
Die deutsche Vorentscheidung zum Eurovision Song Contest 1982 unter dem Titel Ein Lied für Harrogate fand am 20. März 1982 im Fernsehstudio 4 des Bayerischen Rundfunks in München statt. Moderiert wurde die Sendung von Carolin Reiber und Rudolf Rohlinger. Regie führte Rainer Bertram.

## Vorauswahl
Aus insgesamt 807 Titeln selektierte eine 13-köpfige Jury der Arbeitsgemeinschaft Deutsche Musikwettbewerbe 24 Titel, die  in einer zweiteiligen Radiosendung vorgestellt und von 500 repräsentativ von Infratest ausgewählten Rundfunkhörern bewertet wurden. Zwölf Titel kamen in den Vorentscheid.

## Teilnehmer und Platzierungen
Nach zwei zweiten Plätzen in den Vorjahren steuerte Komponist Ralph Siegel für den Wettbewerb 1982 drei Lieder bei, die von Marianne Rosenberg, Paola und Nicole interpretiert wurden. Rosenberg nahm ebenso wie Mary Roos zum vierten Mal an einem Vorentscheid teil. Wegen einer Erkrankung wurde die ursprünglich als Sängerin des Liedes So wie du bist vorgesehene Ireen Sheer durch Gaby Baginsky ersetzt.
Zwei Tage vor der Veranstaltung waren Séverine, Gewinnerin des Finales von 1971, und Denise nach den Ergebnissen der Vorrunden favorisiert. Zuvor wäre Nicole beinahe in der ersten Vorrunde gescheitert und hatte das Radiohalbfinale als 24. gerade noch erreicht. Die damals 17-jährige Sängerin gewann schließlich die Vorentscheidung mit dem von Bernd Meinunger gedichteten Lied Ein bißchen Frieden. Sie erreichte insgesamt 5116 Punkte und hatte knapp 800 Punkte Vorsprung auf die zweitplatzierte Paola, die mit dem Titel Peter Pan auf 4318 Punkte kam. Dritter wurde Hannes Schöner mit 3914 Punkten.
Der Siegertitel erreichte einen Monat später beim Eurovision Song Contest 1982 den ersten Platz und war auch kommerziell erfolgreich. Erst im Jahr 2010 konnte mit Satellite der Sängerin Lena ein weiterer deutscher Beitrag den Wettbewerb gewinnen.
| Platz | Startnr. | Interpret                    | Lied Musik (M) und Text (T)                                                       | Runde 1 | Runde 1 | Runde 2 | Runde 2 | Runde 3 | Runde 3 | Gesamt |
| Platz | Startnr. | Interpret                    | Lied Musik (M) und Text (T)                                                       | Punkte  | Platz   | Punkte  | Platz   | Punkte  | Platz   | Gesamt |
| ----- | -------- | ---------------------------- | --------------------------------------------------------------------------------- | ------- | ------- | ------- | ------- | ------- | ------- | ------ |
| 01.   | 12       | Nicole                       | Ein bißchen Frieden M: Ralph Siegel; T: Bernd Meinunger                           | 0534    | 01.     | 1.516   | 01.     | 2.562   | 01.     | 5.116  |
| 02.   | 08       | Paola                        | Peter Pan M: Ralph Siegel; T: Bernd Meinunger                                     | 0405    | 03.     | 1.251   | 02.     | 2.173   | 02.     | 4.318  |
| 03.   | 10       | Hannes Schöner               | Nun sag’ schon Adieu M: Bernhard Vonficht, Harald Steinhauer; T: Andrea Andergast | 0411    | 02.     | 1.197   | 03.     | 1.962   | 03.     | 3.914  |
| 04.   | 09       | Denise                       | Die Nacht der Lüge M: Joachim Heider; T: Michael Kunze                            | 0403    | 04.     | 1.151   | 04.     | 1.887   | 04.     | 3.799  |
| 05.   | 11       | Jürgen Marcus                | Ich würde gerne bei Dir sein M: Thomas Fuchsberger; T: Joachim Fuchsberger        | 0337    | 07.     | 1.013   | 06.     | 1.758   | 06.     | 3.439  |
| 06.   | 07       | Mary Roos & David Hanselmann | Lady M: Werner Böhm; T: Michael Chambosse                                         | 0386    | 05.     | 1.090   | 05.     | 1.809   | 05.     | 3.358  |
| 07.   | 04       | Mel Jersey                   | Schenk’ mir eine Nacht M: Mel Jersey; T: Judith Jupe                              | 0377    | 06.     | 1.013   | 06.     | 1.627   | 07.     | 3.227  |
| 08.   | 06       | Marianne Rosenberg           | Blue-Jeans-Kinder M: Ralph Siegel; T: Bernd Meinunger                             | 0281    | 09.     | 0816    | 10.     | 1.420   | 09.     | 2.862  |
| 09.   | 05       | Gaby Baginsky                | So wie Du bist M: Dietmar Kawohl; T: Michael Kunze                                | 0277    | 10.     | 0836    | 08.     | 1.434   | 08.     | 2.802  |
| 10.   | 02       | Séverine                     | Ich glaub’ an meine Träume M: Jack White; T: Kurt Hertha                          | 0285    | 08.     | 0828    | 09.     | 1.392   | 10.     | 2.717  |
| 11.   | 01       | Gottlieb Wendehals           | Der Ohrwurm M: Harald Wolff Berg; T: Beppo Pohlmann                               | 0218    | 12.     | 0648    | 11.     | 1.092   | 11.     | 2.029  |
| 12.   | 03       | Jennifer Kemp                | Wie Phönix aus der Asche M: Alexander Gordan; T: Norbert Hammerschmidt            | 0220    | 11.     | 0575    | 12.     | 1.008   | 12.     | 1.965  |

## Sonstiges
Als Pausenfüller trat der US-amerikanische Magier und Pantomime Vito Lupo auf.